# اگسارهالی (هوساکوت)
اگسارهالی (هوساکوت) (به انگلیسی: Agasarahalli (Hosakote)) یک روستا در هند است که در کارناتاکا واقع شده‌است.